# Jessica Paré
Jessica Paré (* 5. prosince 1980 Montréal, Québec) je kanadská filmová a televizní herečka a zpěvačka.
Mezi známé filmy, ve kterých se objevila, patří Stardom (2000), Ztracená (2001), Miluj mě, prosím (2004), Vysaj si (2009) a To byl zítra flám (2010) a Brooklyn (2015). Ztvárnila rovněž vedlejší roli Megan Draper v dramatickém televizním seriálu Šílenci z Manhattanu.

## Životopis
Narodila se v kanadském Montréalu v provincii Québec jako dcera bývalého předsedy vzdělávacího oddělení Anthonyho Parého a tlumočnice Louise Mercier. Vyrostla v montrealském předměstí Notre-Dame-de-Grâce společně se svými třemi bratry.
Otec byl učitelem dramatické výchovy a cestoval s divadelními společnostmi, matka hrála v amatérských uvedeních a strýc Paul byl komik z komediální skupiny Radio Free Vestibule. Jako dítě sledovala svého otce na divadelních zkouškách a o divadlo se začala zajímat, když mu pomáhala naučit se roli v Shakespearově Bouři. Navštěvovala soukromou střední katolickou školu Villa Maria v Montrealu a poté studovala herectví na TheatreWorks. Jako dospívající se objevila v mnoha amatérských uvedeních a zahrála si například služku Marian v Robinu Hoodovi a Lucii v Lev, čarodějnice a skříň.

## Osobní život
V roce 2007 si vzala scenáristu a producenta Josepha M. Smithe, o tři roky později se však rozvedli. V květnu 2012 bylo oznámeno, že udržuje vztah s hudebníkem Johnem Kastnerem. V říjnu 2014 bylo oznámeno, že Paré čeká s Kastnerem první dítě. Dne 19. března 2015 Paré porodila syna, který byl pojmenován Blues Anthony Paré Kastner.
Mluví anglicky a francouzsky a je katolička.

## Filmografie

### Film
| Rok  | Název                             | Role                   | Poznámky    |
| ---- | --------------------------------- | ---------------------- | ----------- |
| 1999 | Nejmladší kmotr                   | Rosalie Profaci        | TV film     |
| 2000 | Stardom                           | Tina Menzhal           |             |
| 2000 | Holiday                           | Carole                 |             |
| 2000 | Possible Worlds                   | host na párty          |             |
| 2001 | Ztracená                          | Victoria „Tori“ Moller |             |
| 2002 | Bollywood/Hollywood               | Kimberly               |             |
| 2003 | Posers                            | Adria                  |             |
| 2003 | The Death and Life of Nancy Eaton | Nancy Eaton            | TV film     |
| 2004 | See This Movie                    | Samantha Brown         |             |
| 2004 | Miluj mě, prosím                  | Rebecca                |             |
| 2004 | Vražedné přátelství               | Nancy Eaton            | TV film     |
| 2004 | Životy svatých                    | Rita Amherst           | TV film     |
| 2007 | Protect and Serve                 | Hope Cook              | TV film     |
| 2009 | Ztraceni v lásce                  | Liza                   |             |
| 2009 | The Trotsky                       | Laura                  |             |
| 2009 | Vysaj si                          | Jennifer               |             |
| 2010 | To byl zítra flám                 | Tara                   |             |
| 2010 | Peepers                           | Helen                  |             |
| 2011 | Sorry, Rabbi                      | Marie-Helene           | krátký film |
| 2011 | Beholder                          | Sasha                  | krátký film |
| 2011 | The Way of the West               | Amethyst               |             |
| 2013 | Odložený let                      | Alice                  |             |
| 2015 | Brooklyn                          | slečna Fortini         |             |
| 2016 | Lovesick                          | Lauren                 |             |
| 2016 | The Interesting                   | Ash Wolf               | TV film     |
| 2018 | Another Kind of Wedding           | Carrie                 |             |
| 2020 | Death of a Ladies' Man            | Charlotte              |             |

### Televize
| Rok       | Název                 | Role                        | Poznámky                           |
| --------- | --------------------- | --------------------------- | ---------------------------------- |
| 1990      | The Baby-Sitters Club |                             | díl: „Mary Anne and the Brunettes“ |
| 1999      | Vlkodlak Tommy        | Tanya                       | díl: „Time and Again“              |
| 2002      | Napoleon              | Eleanore Denuelle           | díl: „1800–1807“                   |
| 2002      | Náhodná cesta         | patnáctiletá Annie Vincent  | TV minisérie                       |
| 2004–2005 | Jack & Bobby          | Courtney Benedict           | 21 dílů                            |
| 2007      | Na doživotí           | Julia                       | díl: „Padlý anděl“                 |
| 2010–2015 | Šílenci z Manhattanu  | Megan Calvet Draper         | 43 dílů                            |
| 2013      | Satisfaction          | Robin                       | díl: „First Contact“               |
| 2017–2024 | Tým SEAL              | Mandy Ellis                 |                                    |
| 2019      | Star proti silám zla  | Chloe (hlas)                | díl: „Doop-Doop/Britta's Tacos“    |
| 2019      | Velká šestka          | Celine Simard/Sirque (hlas) | díl: „Portal Enemy“                |
| 2021      | Atypický              | Honey                       | díl: „Dessert at Olive Garden“     |
| 2021      | Simpsonovi            | Collette (hlas)             | díl: „Seriózní Flanders“           |

## Diskografie
- singl „Zou Bisou Bisou“ – určený pro stažení, na speciální vinylové edici, vydán 26. března 2012